# شاهزاده حسین (ساوه)

مجموعه امامزاده شاهزاده حسین مربوط به سدهٔ ۸ ه.ق است و در ساوه، بلوار خواجه نصیرالدین طوسی واقع شده و این اثر در تاریخ ۲۲ تیر ۱۳۷۹ با شمارهٔ ثبت ۲۷۵۶ به‌عنوان یکی از آثار ملی ایران به ثبت رسیده است.